# Olivia (televíziós sorozat)
Az Olivia egy 2009-ben készült amerikai animációs sorozat , ami egy malacról szól akinek nagy képzelő ereje van, a Nickelodeon (Nick Junior) tv-csatorna sugározza.

## Szereplők
- Olivia (6 éves malac)

### Olivia családja
- Anya (Olivia anyukája)

- Apa (Olivia apukája)

- Lan (Olivia 4 éves öccse)

- Williem (Olivia másik kisöccse, aki általában alszik, eszik és sír.)

- Nagymama (Olivia nagymamája, aki ötvenéves)

- Nagy Bácsi (Olivia nagybácsija)

- Perry és Edwin (Olivia kutyája és macskája)

### Olivia barátai
- Julian

- Francine

- Gwendolyn

- Herman

### Olivia iskolatársai és tanárai
- Mrs. Hoggenmueller

- Alexandra

- Sam

- Harold Hockenberri

- Oscar and Otto

- Daisy

- Connor

- Olivia 2 (csak egy epizódban szerepel)

## Évados áttekintés
| Évad | Évad | Epizódok | Eredeti sugárzás  | Eredeti sugárzás     | Magyar sugárzás    | Magyar sugárzás    |
| Évad | Évad | Epizódok | Évad premier      | Évad finálé          | Évad premier       | Évad finálé        |
| ---- | ---- | -------- | ----------------- | -------------------- | ------------------ | ------------------ |
|      | 1    | 25       | 2009. január 26.  | 2010. szeptember 19. | 2011. április 18.  | 2011. december 15. |
|      | 2    | 12       | 2010. november 21 | 2013. március 10.    | 2011. november 24. | 2012. TBA          |

### Első évad 2009-2010
| Sorszám | Hivatalos epizódcím                                                                    | Hivatalos premier    | Hivatalos magyar cím                                     | Hivatalos magyar premier |
| ------- | -------------------------------------------------------------------------------------- | -------------------- | -------------------------------------------------------- | ------------------------ |
| 1.      | Olivia Measures Up / Olivia Plays Hotel                                                | 2009. január 26.     | Intézkedés / Játék a Hotelben                            | 2011. április 18.        |
| 2.      | Olivia's Ice Spectacular / Olivia's Snow Day"                                          | 2009. január 27.     | A Hideg Látványos / A Havas Nap                          | 2011. április 19.        |
| 3.      | Olivia's Magic Act / Olivia & The School Concert                                       | 2009. január 28.     | A Varázs Törvény / A Suli Koncert                        | 2011. április 20.        |
| 4.      | Olivia Visits the Aquarium / Olivia Goes Internationa                                  | 2009. január 29.     | Látogatás az Aquarimban / Indulás az Internationaba      | 2011. április 21.        |
| 5.      | Olivia & the Crystal Ball / Olivia Plays Soccer                                        | 2009. január 30.     | A Kristály Labda / Játék Soccerrel                       | 2011. április 25.        |
| 6.      | The Two Olivia's / Olivia Tends to the Sick                                            | 2009. február 9.     | Két Olivia / nem került sor magyar vetítésre             | 2011. április 26.        |
| 7.      | Olivia Makes a Video / Olivia Takes a Road Trip                                        | 2009. február 10.    | Videó Készítés / nem került sor magyar vetítésre         | 2011. április 27.        |
| 8.      | Olivia Goes Camping / Olivia Plays Wet                                                 | 2009. február 11.    | Indulás a Kempingbe / Vizes Játékok                      | 2011. április 28.        |
| 9.      | Olivia Packs Up / Olivia is Invited to Dinner                                          | 2009. február 12.    | Csomagok / Meghívás Vacsorára                            | 2011. április 29.        |
| 10.     | Olivia the Pet Monitor / Olivia and the Anniversary Surprise (Valentine's Day special) | 2009. február 13.    | A Malac Monitor / Valentini Speciális Epizód             | 2011. július 7.          |
| 11.     | Olivia Paints a Mural / Olivia's Day at the Office                                     | 2009. február 27.    | A Fal Festés / Egy Nap Az Irodában                       | 2011. július 14.         |
| 12.     | Olivia Leads a Parade / Olivia the Nature Photographer                                 | 2009. március 23.    | nem került sor magyar vetítésre / A Természet Fotózás    | 2011. július 21.         |
| 13.     | Olivia's Good Luck / Olivia Explores Outer Space                                       | 2009. március 24.    | Sok Szerencsét Olivia / A Világűri Felfedezés            | 2011. július 28.         |
| 14.     | Olivia Plays Piano / Olivia Trains Her Cat                                             | 2009. március 25.    | Játék a Zongorán / A Macska Vonat                        | 2011. augusztus 4.       |
| 15.     | Olivia and Her Ducklings / Olivia Takes Ballet                                         | 2009. március 26.    | Olivia és a Kacsa Inasok / A Balett                      | 2011. augusztus 12.      |
| 16.     | Olivia Helps Mother Nature / Olivia Gets Fit                                           | 2009. április 22.    | Segítek az Anya Természetnek / Olivia Fitt Lett          | 2011. augusztus 19.      |
| 17.     | Olivia Becomes a chef / Olivia and the Babies                                          | 2009. május 8.       | Olivia Szakács lett / Olivia és a Babák                  | 2011. augusztus 26.      |
| 18.     | Olivia Acts Out / Olivia and Grandma's Visit                                           | 2009. november 9.    | nem került sor magyar vetítésre / Olivia és a Nagymama   | 2011. október 6.         |
| 19.     | Olivia and Her Alien Brother / Olivia's Lemonade Stand                                 | 2009. november 10.   | Olivia és a Testvére / Olivia Limonádé Asztala           | 2011. október 13.        |
| 20.     | Olivia Runs a Carnival / Olivia Explores the Attic                                     | 2009. november 11.   | Olivia Futása a Karneválra / Oliva Felfedezi a Padlást   | 2011. október 20.        |
| 21.     | Olivia Nature a Garden / Olivia's Pirate Treasure                                      | 2009. november 12.   | Olivia és a Növény Ház / nem került sor magyar vetítésre | 2011. október 27.        |
| 22.     | Olivia and the Old West / Olivia's Fashion Show                                        | 2009. november 13.   |                                                          | 2011. november 3.        |
| 23.     | Olivia and the Family Photo / Olivia Claus                                             | 2009. december 13.   | Olivia és a családi fotó / Karácsony speciális epizód    | 2011. december 15.       |
| 24.     | Olivia Goes to the Beach / Olivia Keeps a Secret                                       | 2010. június 13.     | Indulás a tengerpartra / nem került sor magyar vetítésre | 2011. november 10.       |
| 25.     | Olivia Goes to the Library / Olivia Makes a Wedding Gift                               | 2010. szeptember 19. |                                                          | 2011. november 17.       |

### Második évad 2010-2011
| Sorszám | Hivatalos epizódcím                                    | Hivatalos premier  | Hivatalos magyar cím                             | Hivatalos magyar premier |
| ------- | ------------------------------------------------------ | ------------------ | ------------------------------------------------ | ------------------------ |
| 1.      | Olivia Talks Turkey / Olivia Takes a Hike              | 2010. november 3.  | Tárgyalások Törökországban / Kirándulás          | 2011. november 24.       |
| 2.      | Olivia's Christmas Surprise / Olivia Builds a Snowlady | 2010. november 10. | Karácsonyi meglepetés / Olivia épít egy hóembert | 2011. december 8.        |
| 3.      | Puppy Love / Olivia Builds a Stage                     | 2010. november 17. | Kölyökszerelem / Építek egy stéget               | 2011. december 1.        |
| 4.      | Olivia: Princess For a Day                             | 2010. november 24. |                                                  | TBA                      |
| 5.      | Olivia and the Treasure Hunt                           | 2010. november 30. |                                                  | TBA                      |